# Увэй (Ганьсу)
Увэ́й (кит. упр. 武威, пиньинь Wŭwēi) — городской округ в провинции Ганьсу КНР.

## История
Во времена империи Цинь на этих землях обитали юэчжи. В 174 году до н. э. они были вытеснены сюнну. При империи Западная Хань во времена правления императора У-ди генерал Хо Цюйбин в 121 году до н. э. разгромил сюнну и присоединил эти места к империи Хань. В 106 году до н. э. был создан округ Увэй (武威郡), в который входило 10 уездов; власти округа размещались в Гуцзане (современный Лянчжоу).
В эпоху шестнадцати варварских государств Гуцзан был столицей Ранней Лян (313—376), Поздней Лян (386—403), Южной Лян (406—410) и Северной Лян (412—439).
При империи Суй была создана область Лянчжоу (凉州), которая в 607 году была вновь переименована в округ Увэй. В 617 году местный командующий Ли Гуй восстал против Суй и провозгласил создание государства Лян со столицей в Гуцзане, но в 619 году был разбит, и эта территория вошла в состав империи Тан. В 764 году эти земли были захвачены тибетцами.
После образования тангутского государства Западная Ся эти земли вошли в его состав. Западная Ся впоследствии была уничтожена монголами, а после свержения власти монголов и образования империи Мин китайские власти разместили в этих местах Лянчжоуский караул (凉州卫).
При империи Цин в 1724 году был осуществлён переход от военных структур управления к гражданским, и вместо Лянчжоуского, Чжэньфаньского и Юнчанского караулов были созданы уезды Увэй, Чжэньфань и Юнчан, Гуланская охранная тысяча была преобразована в уезд Гулан, Чжуанланский караул был преобразован в уезд Пинфан и отдельный Чжуанланский комиссариат; все эти административные единицы были подчинены Лянчжоуской управе (凉州府), власти которой разместились в уезде Увэй.
После Синьхайской революции в Китае была проведена реформа структуры административного деления, и в 1913 году управы были упразднены.
В 1949 году был создан Специальный район Увэй (武威专区), состоящий из 6 уездов. В январе 1950 году из уезда Юндэн был выделен Тяньчжуский автономный район (уездного уровня). В мае 1950 года был расформирован Специальный район Чжанъе (张掖专区), и три из ранее входивших в него уездов были переданы в состав Специального района Увэй. В 1953 году Тяньчжуский автономный район был переименован в Тяньчжу-Тибетский автономный район (уездного уровня). В июле 1955 года Тяньчжу-Тибетский автономный район был переименован в Тяньчжу-Тибетский автономный уезд.
В октябре 1955 года Специальный район Цзюцюань (酒泉专区) и Специальный район Увэй были объединены в Специальный район Чжанъе. В 1958 году уезд Гулан был присоединён к Тяньчжу-Тибетскому автономному уезду.
В ноябре 1961 года был воссоздан Специальный район Увэй, а в декабре 1961 года был восстановлен уезд Гулан. В 1963 году в состав Специального района Увэй перешли уезды Юндэн и Цзинтай. В 1968 году в состав Специального района Увэй был передан хошун Алашань-Юци из автономного района Внутренняя Монголия. В 1969 году под храмом Лэйтай была найдена статуэтка «Летящая лошадь», ставшая впоследствии символом Национального управления по туризму КНР.
В 1970 году Специальный район Увэй был переименован в Округ Увэй (武威地区), а уезд Юндэн был передан в состав городского округа Ланьчжоу. В 1979 году хошун Алашань-Юци был возвращён в состав Внутренней Монголии. В 1982 году был образован городской округ Цзиньчан, в состав которого перешёл уезд Юнчан. В апреле 1985 года уезд Увэй был преобразован в городской уезд Увэй. В мае 1985 года уезд Цзинтай был передан в состав городского округа Байинь.
Постановлением Госсовета КНР от 9 мая 2001 года были расформированы округ Увэй и городской уезд Увэй, и образован городской округ Увэй; территория бывшего городского уезда Увэй стала районом Лянчжоу в его составе.

## Административно-территориальное деление
Городской округ Увэй делится на 1 район, 2 уезда, 1 автономный уезд:
| Карта                                                    | Статус                            | Название       | Иероглифы                | Пиньинь | Площадь (км²) | Население (2010) |
| -------------------------------------------------------- | --------------------------------- | -------------- | ------------------------ | ------- | ------------- | ---------------- |
| Лянчжоу Миньцинь Гулан Тяньчжу-Тибетский автономный уезд |                                   |                |                          |         |               |                  |
| Район                                                    | Лянчжоу                           | 凉州区         | Liángzhōu qū             | 5 081   | 1 020 000     |                  |
| Уезд                                                     | Миньцинь                          | 民勤县         | Mínqín xiàn              | 15 907  | 280 000       |                  |
| Уезд                                                     | Гулан                             | 古浪县         | Gǔlàng xiàn              | 5 103   | 400 000       |                  |
| Тяньчжу-Тибетский автономный уезд                        | Тяньчжу-Тибетский автономный уезд | 天祝藏族自治县 | Tiānzhù zàngzú zìzhìxiàn | 7 147   | 220 000       |                  |

## Транспорт
Важное значение имеют грузовые железнодорожные перевозки по маршруту Китай — Европа и Китай — Центральная Азия. Товары из Восточного Китая свозятся в бондовую логистическую зону города Увэй, откуда в контейнерах отправляются в Узбекистан, Казахстан, Россию, Польшу, Германию и Великобританию. Основные статьи экспорта — солнечные панели, кондиционеры, медицинские товары, автомобили, автозапчасти, алюминиевые изделия, текстиль и готовая одежда.
Также возрастает значение грузовых перевозок по маршруту Увэй — Тяньцзинь — Южная Корея.